# (5625) Jamesferguson
(5625) Jamesferguson est un astéroïde de la ceinture principale.

## Description
(5625) Jamesferguson est un astéroïde de la ceinture principale. Il fut découvert le 7 janvier 1991 à Siding Spring par Robert H. McNaught. Il présente une orbite caractérisée par un demi-grand axe de 2,67 UA, une excentricité de 0,20 et une inclinaison de 12,0° par rapport à l'écliptique.

## Compléments